# Margriet van Breevoort
Margriet van Breevoort (Amsterdam, 22 juni 1990) is een Nederlands beeldhouwer en tekenaar.

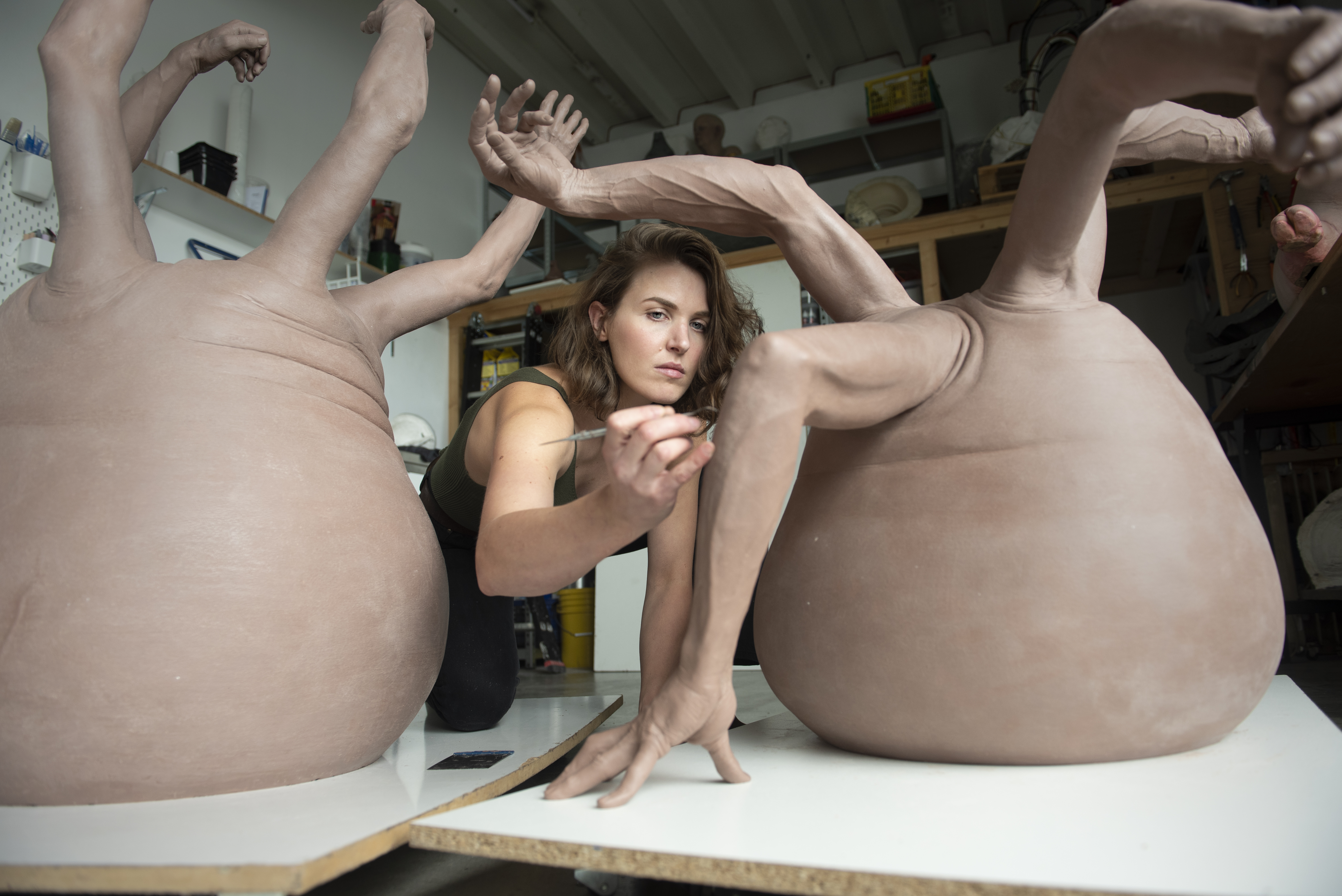

## Leven en werk
Van Breevoort volgde een oriëntatiejaar aan de Koninklijke Academie van Beeldende Kunsten in Den Haag (2007-2008) en studeerde vervolgens aan de Hogeschool voor de Kunsten Utrecht (2008-2013). Ze maakt tekeningen en hyperrealistische sculpturen, waarbij de kijker bewust op het verkeerde been wordt gezet.
Van Breevoort ontving in 2016 een werkbijdrage voor Jong Talent vanuit het Mondriaan Fonds. In datzelfde jaar won zij de publieksprijs bij de jaarlijkse beeldententoonstelling Beelden in Leiden met haar beeld Homunculus Loxodontus. Het beeld is aangekocht door het Leids Universitair Medisch Centrum en geplaatst bij de hoofdingang van het ziekenhuis. Het werk werd een ware internethit in Rusland en omstreken. Ze sleepte er een licentiecontract uit met een Russisch bedrijf die het beeld zullen omtoveren tot een kinderfilm.

## Enkele werken
- 2015: Twisted Fairy Tales, Wijkservicecentrum Kanaleneiland, Utrecht
- 2016: Homunculus Loxodontus, collectie Leids Universitair Medisch Centrum
- 2016: The tourist, collectie Museum Arnhem
- 2017: The waiting, collectie Buitenplaats Doornburgh
- 2019: Leo Mare Unicornicus, coll. LUMC

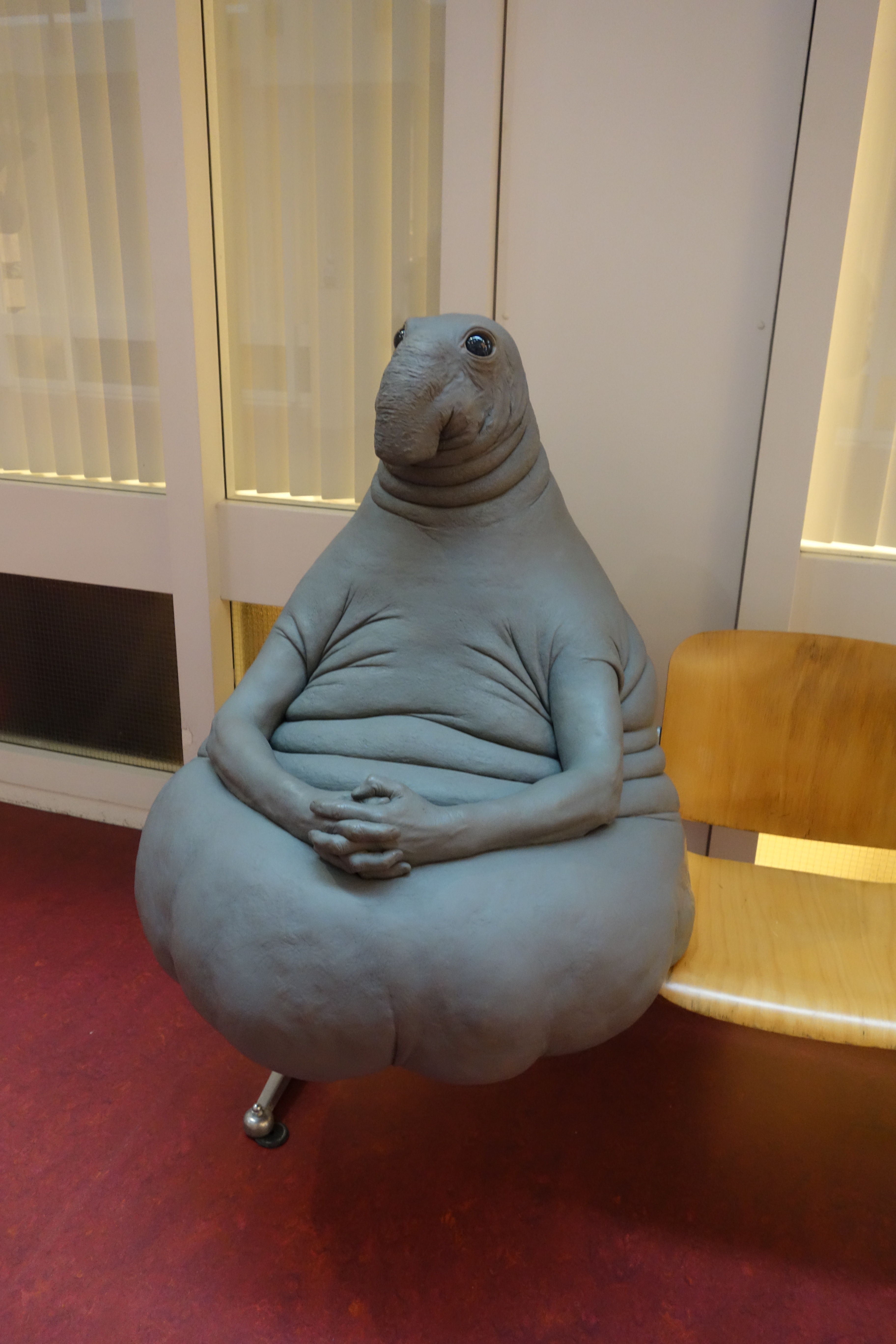
Homunculus Loxodontus
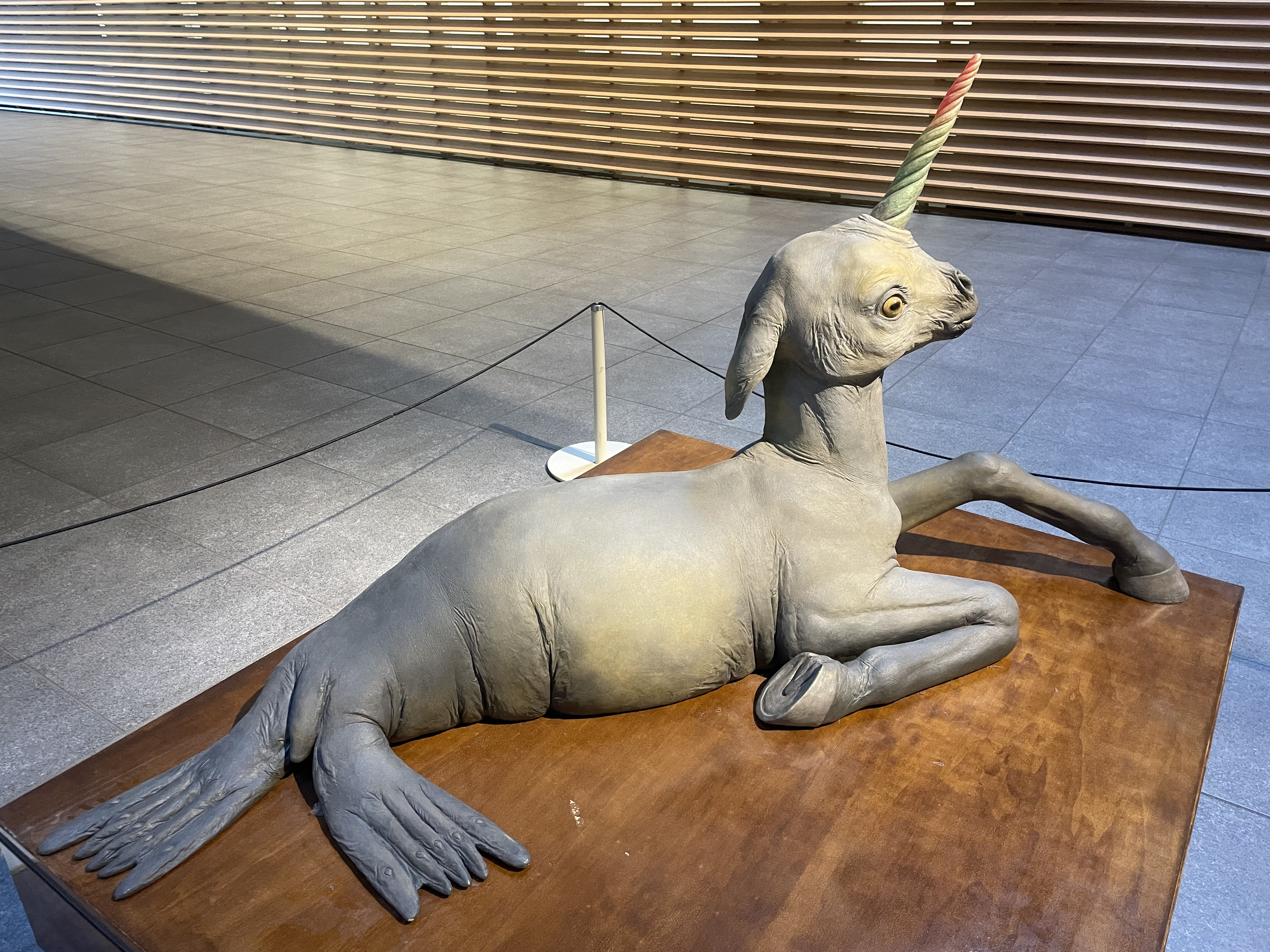
Leo Mare Unicornicus